# Samsung Galaxy S6
Pour les articles homonymes, voir S6.
Les Samsung Galaxy S6, S6 Edge, S6 Edge+ et S6 Active sont les quatre smartphones phares de la marque coréenne disponibles à la vente depuis le 10 avril 2015. Ils font partie de la gamme Galaxy S.
Les versions Edge et Edge+ sont dotées de nouvelles fonctionnalités essentiellement ergonomiques et pratiques grâce aux bords incurvés gauche/droit du smartphone. Les S6 et S6 Edge ont été présentés au salon Mobile World Congress 2015 à Barcelone, tandis que le S6 Edge+ a été présenté à New York.

## Changements techniques

Logo du Samsung Galaxy S6 Edge+.

Logo du Samsung Galaxy S6 Active.

La batterie des S6 n'est plus amovible car scellée dans la coque. Elle se recharge par induction électromagnétique (sans fil, norme Qi) en plus de la recharge filaire classique. La capacité de la batterie diminue entre le S5 et le S6, de 2 800 mAh à 2 550 mAh.
Il n'a aucun emplacement de stockage SD additionnel.
La taille de l'écran est identique, mais avec 1,61 Mpx de plus que l'écran du Galaxy S5 sorti 1 an plus tôt. L'écran Gorilla Glass 4 est en verre trempé. C'est un écran Super Amoled à la définition QHD, ce qui lui procure la résolution la plus élevée vue sur un smartphone en 2015 (577 pixels/pouce).
Samsung conçoit et fabrique le SoC Exynos 7420. La puce électronique gravée en 14 nm gère les instructions 64 bits. La puce est octa-cœur : elle est constituée d'une partie comprenant 4 cœurs ARM à 2,1 GHz et 4 cœurs ARM à 1,5 GHz.
Le S6 est désormais compatible avec un terminal de carte de paiement NFC ou magnétique.
L'optique possède une ouverture de f1,9,.
Un mode HDR  High dynamic range est disponible.
L'autofocus est aussi à détection de phase afin que la mise au point de la photo soit rapide même en basse luminosité. L'autofocus devient continu, ce qui est utile pour photographier les objets ou personnes en mouvement.
Une fois que le focus est bloqué, la balance des couleurs est choisie en instantané à l'aide d'un algorithme de traitement d'image. Par ailleurs, le S6 a en plus un capteur infrarouge situé à côté du flash, qui mesure la température de couleur afin de choisir la balance des couleurs.
À tout instant, un double appui sur le bouton home, active l'APN. Si le S6 est actif, il met 0,7 seconde avant de prendre une photo, et plus de temps s'il est éteint.

Samsung Galaxy S6 Edge et Edge+
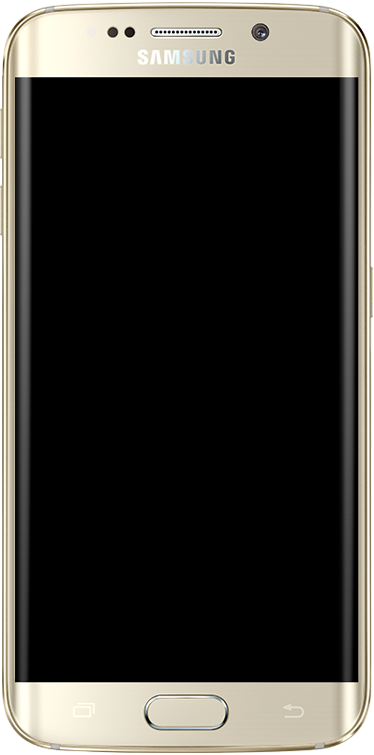
S6 Edge.
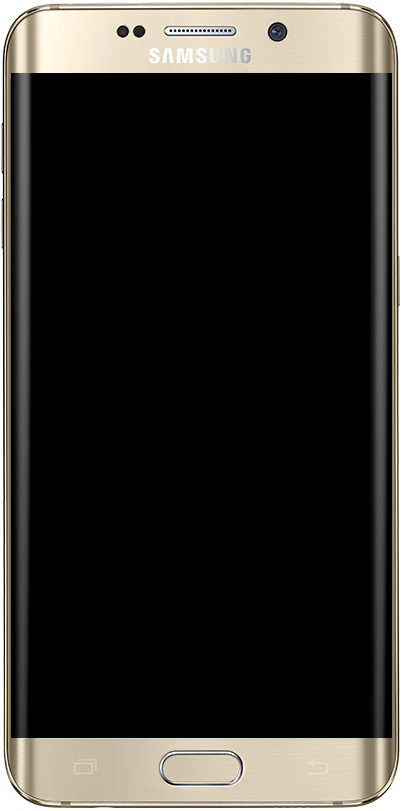
S6 Edge+.

## Accueil
Le Samsung Galaxy S6 a reçu un excellent accueil critique,,,, les sites de test saluant l'écran Super Amoled Quad HD à la colorimétrie presque parfaite (delta E de 1,4), le design en verre et en métal et l'interface Touchwiz allégée sous Android 5.0 Lollipop. Le processeur Exynos 7 est également salué pour ses performances.
Cependant, certaines critiques sanctionnent la disparition du port Micro SD, de la batterie amovible et l'absence d'étanchéité.